# مارتن 4-0-4
مارتين 4-0-4 (بالإنجليزية: Martin 4-0-4)‏ هي طائرة رحلات جوية أنتجت في 1951 بالولايات المتحدة. من صناعة شركة جلين إل مارتن. كانت تستخدم بشكل أساسي من قبل الخطوط الجوية الشرقية. كان أول طيران لها في أكتوبر 21, 1950. صنع منها 103 طائرة.

## المستخدمون
- الخطوط الجوية الشرقية
- خطوط عبر العالم الجوية